# TroyBoi

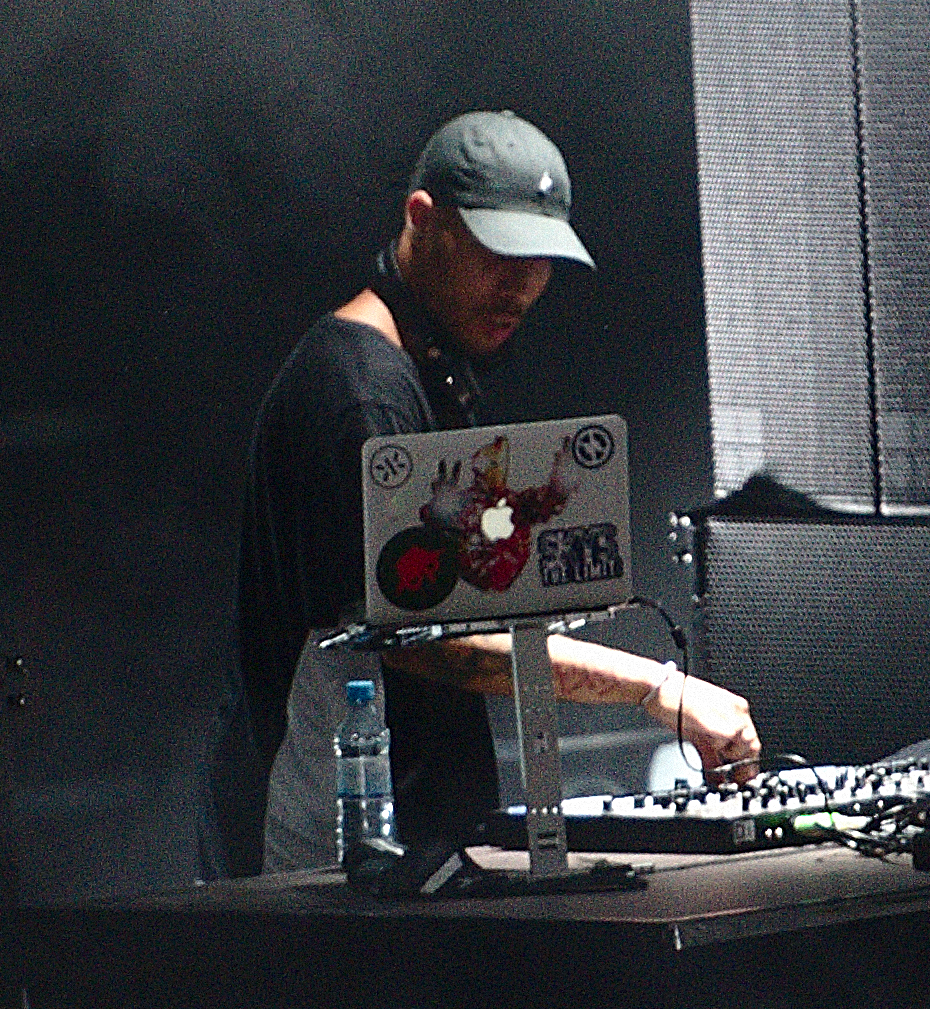
TroyBoi

TroyBoi (* 23. November 1987 in London, bürgerlich Troy Henry) ist ein britischer DJ und Musikproduzent. Sein Stil lässt sich mit EDM-Trap assoziieren, mit Einflüssen von Hip-Hop und elektronischer Tanzmusik. Er veröffentlicht unter anderem bei den Labels OWSLA, Parlophone und Monstercat.

## Leben und Wirken
Troy Henry wuchs in South London auf. Ursprünglich arbeitete er in der Immobilienwirtschaft. Erste Popularität erreichte er 2010 mit seinen Veröffentlichungen beim Musikdienst  SoundCloud. Er arbeitete kurz darauf als DJ-Duo SoundSnoobz mit dem DJ icekream zusammen und wurde von Diplo beim Label Mad Decent unter Vertrag genommen. Seitdem konzentrierte sich TroyBoi vorrangig auf seine Solo-Karriere.
Internationale Bekanntheit erlangte er durch diverse Festivalauftritte, darunter das splash!, Dour Festival und New Horizons. Das renommierte Musikmagazin Billboard bezeichnete ihn als „einen der coolsten Stars der Tanzwelt“. Das britische Magazin Mixmag sieht in ihn einen der „besten Produzenten von hochmusikalischen Trap-Beats“.

## Diskografie (Auswahl)
- 2015: Afterhours (mit Diplo und Nina Sky; Mad Decent)
- 2016: And Wot? (Parlophone)
- 2018: Solid (mit Slumberjack; Monstercat)
- 2018: V!bez, Vol. 3 (OWSLA)
- 2019: WARLORDZ (mit Skrillex; OWSLA)
- 2021: Red Eye (mit Justin Bieber; Justice Bonus Track)
- 2021: Do You? (mit Trixvel und TroyBoi)